# 王慎初
王慎初（？—？），清朝政治人物。
王慎初曾于道光十六年接替黄绥诰任兴化府知府一职，道光十九年由王衍慶接任。